# Camallanus
Camallanus è un genere di vermi nematodi che parassitano diverse specie di pesci, uccelli e rettili.

## Descrizione
Le diverse specie del genere si presentano come piccoli vermi rossastri che si nutrono del sangue che succhiano attraverso una testa a fresa con la quale aderiscono fortemente all'intestino della specie ospite. Le femmine sono lunghe più del doppio dei maschi.

## Acquariofilia
Alcune specie del genere, soprattutto Camallanus cotti, sono conosciute dagli acquariofili in quanto negli ultimi anni si stanno diffondendo pericolosamente tra i pesci d'acquario in tutta Europa, propagati dagli allevamenti di pesci a scopo commerciale nei paesi asiatici.

## Specie
Lista incompleta
- Camallanus carangis
- Camallanus cotti
- Camallanus fotedari
- Camallanus lacustris
- Camallanus longicaudatus
- Camallanus moraveci
- Camallanus oxycephalus
- Camallanus truncatus